# Grand Prix moto des Nations 1957
 (novembre 2023).
Si vous disposez d'ouvrages ou d'articles de référence ou si vous connaissez des sites web de qualité traitant du thème abordé ici, merci de compléter l'article en donnant les références utiles à sa vérifiabilité et en les liant à la section « Notes et références ».
Le Grand Prix moto des Nations, connu également sous le nom de Grand Prix d'Italie 1957 est le sixième rendez-vous de la saison 1957 du championnat du monde de vitesse. Il s'est déroulé sur l'Autodromo Nazionale di Monza du 30 août au 1er septembre 1957.
C'est la 35e édition du Grand Prix moto des Nations et la 9e édition comptant pour le championnat du monde.

## Classement final 500 cm³
| Pos. | Pilote                   | Moto       | Temps/Écart       | Points |
| ---- | ------------------------ | ---------- | ----------------- | ------ |
| 1    | Libero Liberati          | Gilera     | 1 h 04 min 49 s 3 | 8      |
| 2    | Geoff Duke               | Gilera     | +24 s             | 6      |
| 3    | Alfredo Milani           | Gilera     | +24 s 4           | 4      |
| 4    | John Surtees             | MV Agusta  | +33 s 2           | 3      |
| 5    | Umberto Masetti          | MV Agusta  | +1 tour           | 2      |
| 6    | Terry Shepherd           | MV Agusta  | +1 tour           | 1      |
| 7    | Carlo Bandirola          | MV Agusta  | +1 tour           |        |
| 8    | Gerold Klinger           | BMW        | +2 tours          |        |
| 9    | John Hartle              | Norton     | +2 tours          |        |
| 10   | Giuseppe Cantoni         | Gilera     | +2 tours          |        |
| 11   | Alois Huber              | BMW        | +2 tours          |        |
| 12   | Francesco Guglielminetti | Norton     | +3 tours          |        |
| 13   | Nino Tagli               | Gilera     | +5 tours          |        |
| Abd. | Enrico Galante           | Norton     | Abandon           |        |
| Abd. | Paolo Campanelli         | Gilera     | Abandon           |        |
| Abd. | Giuseppe Mantelli        | Gilera     | Abandon           |        |
| Abd. | Jacques Collot           | Norton     | Abandon           |        |
| Abd. | Gianvittorio Ziglioli    | Moto Guzzi | Abandon           |        |
| Abd. | Sven Andersson           | Norton     | Abandon           |        |
| Abd. | Fabio Ceredi             | Moto Guzzi | Abandon           |        |
| Abd. | Martino Giani            | Gilera     | Abandon           |        |
| Abd. | Martinus Van Son         | Matchless  | Abandon           |        |

## Classement final 350 cm³
| Pos. | Pilote           | Moto       | Temps/Écart   | Points |
| ---- | ---------------- | ---------- | ------------- | ------ |
| 1    | Bob McIntyre     | Gilera     | 51 min 43 s 9 | 8      |
| 2    | Giuseppe Colnago | Moto Guzzi | +32 s 6       | 6      |
| 3    | Libero Liberati  | Gilera     | +37 s 1       | 4      |
| 4    | Alfredo Milani   | Gilera     | +1 min 31 s   | 3      |
| 5    | Adelmo Mandolini | Moto Guzzi | +2 tours      | 2      |
| 6    | John Hartle      | Norton     | +2 tours      | 1      |
| 7    | Arthur Wheeler   | Moto Guzzi | +2 tours      |        |
| 8    | Bob Brown        | Velocette  | +3 tours      |        |
| 9    | Fritz Kläger     | Norton     | +3 tours      |        |
| 10   | Enrico Galante   | Norton     | +3 tours      |        |
| 11   | Alfredo Flores   | Moto Guzzi | +4 tours      |        |
| 12   | Erwin Aldinger   | Horex      | +4 tours      |        |
| 13   | A. Gorini        | Norton     | +5 tours      |        |
| 14   | Martinus Van Son | Norton     | +5 tours      |        |
| 15   | Besse            | Norton     | +5 tours      |        |
| Abd. | Keith Bryen      | Moto Guzzi | Abandon       |        |
| Abd. | John Anderson    | AJS        | Abandon       |        |
| Abd. | John Surtees     | MV Agusta  | Abandon       |        |
| Abd. | Geoff Duke       | Gilera     | Abandon       |        |
| Abd. | Heck             | ...        | Abandon       |        |
| Abd. | Alano Montanari  | Moto Guzzi | Abandon       |        |

## Classement final 250 cm³
| Pos. | Pilote               | Moto        | Temps/Écart   | Points |
| ---- | -------------------- | ----------- | ------------- | ------ |
| 1    | Tarquinio Provini    | FB Mondial  | 43 min 05 s 8 | 8      |
| 2    | Remo Venturi         | MV Agusta   | +25 s 6       | 6      |
| 3    | Enrico Lorenzetti    | Moto Guzzi  | +51 s 7       | 4      |
| 4    | Cecil Sandford       | FB Mondial  | +1 min 41 s 7 | 3      |
| 5    | Sammy Miller         | FB Mondial  | +2 min 03 s 6 | 2      |
| 6    | Alano Montanari      | Moto Guzzi  | +2 tours      | 1      |
| 7    | Roland Heck          | NSU         | +2 tours      |        |
| 8    | Arthur Wheeler       | Moto Guzzi  | +2 tours      |        |
| 9    | Günter Beer          | Adler       | +2 tours      |        |
| 10   | Adelmo Mandolini     | Moto Guzzi  | +2 tours      |        |
| 11   | Dieter Falk          | Adler       | +2 tours      |        |
| 12   | Kurt Knopf           | NSU         | +2 tours      |        |
| 13   | Karl-Julius Holthaus | NSU         | +3 tours      |        |
| 14   | Adolf Heck           | Adler       | +3 tours      |        |
| 15   | Ludwig Malchus       | NSU         | +3 tours      |        |
| 16   | Siegfried Lohmann    | Adler       | +4 tours      |        |
| Abd. | Carlo Ubbiali        | MV Agusta   | Abandon       |        |
| Abd. | Luigi Taveri         | MV Agusta   | Abandon       |        |
| Abd. | Guido Paciocca       | ...         | Abandon       |        |
| Abd. | Guido Sala           | ...         | Abandon       |        |
| Abd. | Rocchi               | ...         | Abandon       |        |
| Abd. | John Hartle          | MV Agusta   | Abandon       |        |
| Abd. | Bob Brown            | NSU         | Abandon       |        |
| Abd. | Emilio Mendogni      | Moto Morini | Abandon       |        |
| Abd. | Virgilio Campana     | Moto Morini | Abandon       |        |

## Classement final 125 cm³
| Pos. | Pilote             | Moto       | Temps/Écart   | Points |
| ---- | ------------------ | ---------- | ------------- | ------ |
| 1    | Carlo Ubbiali      | MV Agusta  | 38 min 54 s   | 8      |
| 2    | Sammy Miller       | FB Mondial | +19 s 6       | 6      |
| 3    | Luigi Taveri       | MV Agusta  | +20 s 7       | 4      |
| 4    | Fortunato Libanori | MV Agusta  | +25 s 2       | 3      |
| 5    | Remo Venturi       | MV Agusta  | +25 s 5       | 2      |
| 6    | Guido Sala         | FB Mondial | +37 s 8       | 1      |
| 7    | Ernst Degner       | MZ         | +2 min 02 s 4 |        |
| 8    | Roberto Pionava    | Ducati     | +1 tour       |        |
| 9    | Willi Scheidhauer  | Ducati     | +1 tour       |        |
| 10   | Wilhelm Lecke      | Ducati     | +2 tours      |        |
| 11   | Paolo Campanelli   | MV Agusta  | +2 tours      |        |
| 12   | Mario Carini       | Ducati     | +3 tours      |        |
| 13   | Alberto Capocci    | FB Mondial | +3 tours      |        |
| 14   | Mantelli           | Ducati     | +4 tours      |        |
| Abd. | Tarquinio Provini  | FB Mondial | Abandon       |        |
| Abd. | Cecil Sandford     | FB Mondial | Abandon       |        |

## Classement final side-car
| Pos. | Pilote             | Passager           | Moto   | Temps/Écart   | Points |
| ---- | ------------------ | ------------------ | ------ | ------------- | ------ |
| 1    | Albino Milani      | Rossano Milani     | Gilera | 38 min 56 s 7 | 8      |
| 2    | Cyril Smith        | Eric Bliss         | Norton | +1 min 03 s 4 | 6      |
| 3    | Florian Camathias  | Hilmar Cecco       | BMW    | +1 min 03 s 9 | 4      |
| 4    | Fritz Scheidegger  | Horst Burkhardt    | BMW    | +2 min 06 s 3 | 3      |
| 5    | Jacques Drion      | Inge Stoll-Laforge | BMW    | +2 min 06 s 7 | 2      |
| 6    | Loni Neußner       | Dieter Hess        | BMW    | +1 tour       | 1      |
| 7    | Edgar Strub        | Mick Woollett      | BMW    | +1 tour       |        |
| 8    | Helmut Fath        | ...                | BMW    | +1 tour       |        |
| 9    | Bill Beevers       | Frank Fox          | Norton | +1 tour       |        |
| 10   | Marcel Beauvais    | André Coudert      | Norton | +1 tour       |        |
| 11   | Friedrich Staschel | Edgar Perduss      | BMW    | +1 tour       |        |
| 12   | Luigi Marcelli     | ...                | Norton | +2 tours      |        |
| 13   | Joseph Duhem       | ...                | Norton | +2 tours      |        |
| Abd. | ...                | ...                | ...    | Abandon       |        |